# 哥伦比亚特区议会
哥伦比亚特区议会（英語：Council of the District of Columbia）是美国首都华盛顿哥伦比亚特区的立法机关，其議事地點位於华盛顿市中心的約翰·威爾遜大樓。根据《美国宪法》，该地区不属于美國任何的州，由联邦政府直接监督。
自1973年以来，美国国会已将某些权力下放给议会，这些权力通常由州议会行使，而许多权力通常由全国其他地方的市议会行使。但是，美国宪法赋予国会对哥伦比亚特区的最高权力，因此，议会的所有法案都必须经过国会审查。他们可能会被国会和总统推翻。国会也有权为该地区立法，甚至完全废除哥伦比亚特区自治宪章。

## 历史
根据美国宪法，华盛顿哥伦比亚特区仍由美国国会管辖。然而，在特区的不同历史时期，国会已经下放一些权力给特区居民和他们选出的代表。
当国会于1790年7月16日通过首都立地法案时，他们呼吁在波托马克河上设立新的美国永久首都。联邦区最初由面积为10英里（16） ，分别由马里兰州和弗吉尼亚州捐赠。 法案还规定了由总统任命的三人组成的委员会的选举，负责监督新首都的建设。 在新的联邦领土之前还包括另外两个合并的城市，它们分别是：成立于1751年的乔治敦和成立于1749年的弗吉尼亚州亚历山大然后在波托马克河的北岸，在乔治城既定定居点的东部，建造了一个新的“联邦城市”，称为华盛顿市。
1800年，国会成立了一个联合委员会，为当时称为哥伦比亚领地的治理提出建议。联合委员会建议设立市长和一个由25名成员组成的立法议会。 这本来是联邦区的第一个立法机关。但是，《 1801年组织法》在国会的控制下正式组织了整个联邦领土，但没有按照建议建立整个地区的政府。 1802年，原委员会撤职，华盛顿市正式成立。  该市的成立允许地方市政府由总统任命的市长和经选举产生的六人理事会组成。 乔治城和亚历山德里亚的地方政府也任然存在。  1820年，美国国会授予华盛顿市新的章程，允许经选举产生的市长。 
这种零星的政府结构基本上保持不变，直到1871年《组织法》通过，该法案为整个哥伦比亚特区创建了一个新政府。该法有效地结合起来的城市华盛顿，乔治和非建制地区则称为华盛顿县–波托马克河的南方部分已经回到了弗吉尼亚州在19世纪40年代末–到一个单一的直辖市华盛顿特区，目前已经存在。 在同一《组织法》中，国会建立了一个由立法议会组成的领土政府，其上议院由总统任命的十一名理事会成员和人民选出的22名议员组成，并由董事会任命负责城市现代化的公共工程。 1873年，尤利西斯·S·格兰特总统任命董事会最有影响力的成员亚历山大·罗比·谢泼德（Alexander Robey Shepherd）担任新市长。谢泼德授权进行华盛顿现代化的大型项目，但超支三倍于核定预算，使这座城市破产。 1874年，国会废除了该地区的地方政府，以实行直接统治。 
由三名成员组成的委员会取代了领地政府；经参议院批准后，总统任命了两名成员，并从美国陆军工兵部队选出了第三名成员。将选出三名成员之一担任董事会主席。 这种形式的政府持续了近一个世纪。在1948年至1966年之间，国会提出了六项法案，以提供某种形式的自治，但没有一项法案获得通过。1967年，市长专员和总统任命的九人市议会取代了专员的政府形式。 
由于公众的压力和处理该地区日常事务的要求，国会最终同意将对该地区的某些权力下放给民选的地方政府。但是，1970年代初期的国会议员最初试图重新设立市长一职，并成立一个由25名成员组成的立法议会。地方官员反对这种形式的政府，坚持要尊重该地区作为市政当局的地位。  1973年12月24日，美国国会不得不当地居民的需求，并制定了哥伦比亚特区自治法案，提供一个民选哥伦比亚特区市长和哥伦比亚特区的13名成员组成的委员会。 该委员会有能力通过地方法律和法规。但是，根据《地方自治法》，哥伦比亚特区政府通过的所有立法，包括该地区的地方预算， 仍需得到国会的批准。 尼克松总统在签署法案后说：“我相信这项立法巧妙地平衡了哥伦比亚特区的管理方式，在当地利益和国家利益之间取得了平衡。” 

## 组成
议会由十三名成员组成，每名成员由地区居民选举产生，任期四年。从八个大区各选举一名成员以及四个代表整个地区的全区议员。议会议长同样是由选举产生的。一般会员的任期错开，以便每两年选举两名成员，而每位选民可在每次大选中投票选举两名不同的议员候选人。 
根据《地方自治法》，在议长和全区议员中，只能有三人属于多数党。 在议会选举历史上，不隶属多数党的当选议员中，大多数当选为全区议员。在2008年和2012年，竞选议会议员时，大卫·格罗索（David Grosso），艾丽莎·西尔弗曼（Elissa Silverman）和迈克尔·布朗（Michael A. Brown）等民主党人将其党派改为无党籍。
要成为议会的候选人，个人必须在大选之前至少有一年的哥伦比亚特区居民身份，已注册的选民，并且没有担任其他任何能够获得除费用之外的补偿的公职。如果候选人正在竞选选区的席位时，则他或她必须是该选区的居民。 
与其他立法机关一样，该议会有几个常务委员会和一个专职人员，包括议会秘书，审计师和法律总顾问。由于议会会成员数量有限，实际上，几乎每个议会会成员都有机会担任议会主席。 评论员质疑立法机关的结构，指出只有13个成员，几乎任何一部立法都只能以7票获得通过，这导致人们指责该议会过于轻易地行使职权。但是，与某些州立法机构相比，这种独特的治理结构还使议会在考虑和通过法律方面可以更有效地运作。 

## 委员会
议会各委员会考虑与特定政策事项相关的立法，并负责对相关地方政府机构的监督。召集专门委员会审议调查，道德和其他事项。 
成员在议会任期开始时由委员会主席提名，并由现有委员会成员投票表决。如果出现成员空缺，则该席位由委员会主席提名的表决来填补。如果议员空缺，则将暂时空缺。 

## 议员

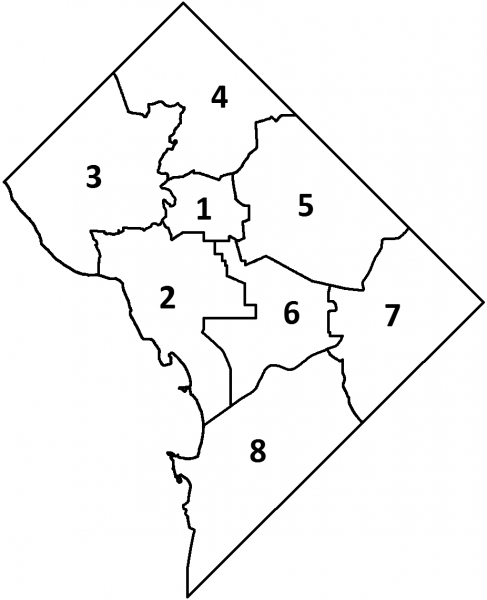
8个选区各选举一名议员，以及5名全区议员（包括议长），均通过选举产生。 2012-2022年选区地图

## 薪水
截至2018年12月，八名选区和四名全区议员的年薪为140,161美元，而议会议长的年薪为21万美元。  根据《华盛顿邮报》 2011年的一篇文章，华盛顿特区议会议员是美国大城市中薪水第二高的地方议员。 